# Diplolaimelloides bruciei
Diplolaimelloides bruciei är en rundmaskart som beskrevs av Stephen Donald Hopper 1970. Diplolaimelloides bruciei ingår i släktet Diplolaimelloides och familjen Monhysteridae. Inga underarter finns listade i Catalogue of Life.